# Сондре Тронстад
Сондре Бйорванн Тронстад (норв. Sondre Bjorvand Tronstad, нар. 26 серпня 1995, Крістіансанн, Норвегія) — норвезький футболіст, центральний півзахисник нідерландського клубу «Вітесс» та національної збірної Норвегії.

## Ігрова кар'єра

### Клубна
Сондре Тронстад народився у місті Крістіансанн і там же почав займатися футболом. У 2009 році Тронстад разом з партнерами був на стажуванні у англійському «Манчестер Юнайтед» та згодом повернувся до Норвегії, де у 2012 році дебютував у клубі «Старт», з яким вже в першому сезоні виграв підвищення в класі.
У січні 2014 року Тронстад підписав контракт на 2,5 роки з англійським клубом «Гаддерсфілд Таун». Але за увесь термін дії контракту норвежець так і не зіграв в основі жодної гри. І у 2016 році він знову повернувся до Норвегії, де за чотири сезони провів у клубі «Гаугесун» понад сто матчів. Також у складі норвезького клубу Сондре брав уачсть у матчах Ліги Європи.
У січні 2020 року футболіст переїздить до Нідерландів, де він уклав угоду на 3,5 роки з клубом «Вітесс».

### Збірна
Сондре Тронстад був активним гравцем юнацьких збірних Норвегії. У 2020 році у матчах Ліги націй він дебютував у складі національної збірної Норвегії.